# Zoroaster spinulosus
Zoroaster spinulosus är en sjöstjärneart som beskrevs av Fisher 1906. Zoroaster spinulosus ingår i släktet Zoroaster och familjen Zoroasteridae. Inga underarter finns listade i Catalogue of Life.